# 馮家遂
馮家遂（？—？），字伯祟，直隶河间人，清朝及中华民国政治人物。冯国璋的长子，馮海喦的父亲。

## 生平
馮家遂早年考入北洋大學，畢業後報捐縣丞，捐省江蘇，後来經上司奏保為候補知縣。中华民國时期，当選為中华民国第二届国会参議員，但其大半時間均遵父命在河間家乡管理家務。